# Liste der Auslandsreisen von Bundespräsident Heinrich Lübke
Der deutsche Bundespräsident Heinrich Lübke hat während seiner Amtszeit vom 13. September 1959 bis zum 30. Juni 1969 folgende offizielle Auslandsreisen durchgeführt.

## 1961
| Datum          | Staaten    |
| -------------- | ---------- |
| 20. – 23. Juni | Frankreich |
| 5. – 7. Juli   | Schweiz    |

## 1962
| Datum                      | Staaten    |
| -------------------------- | ---------- |
| 11. – 15. Januar           | Liberia    |
| 15. – 18. Januar           | Guinea     |
| 18. – 21. Januar           | Senegal    |
| 27. – 31. März             | Österreich |
| 15. – 21. November         | Pakistan   |
| 21. – 26. November         | Thailand   |
| 26. November – 5. Dezember | Indien     |

## 1963

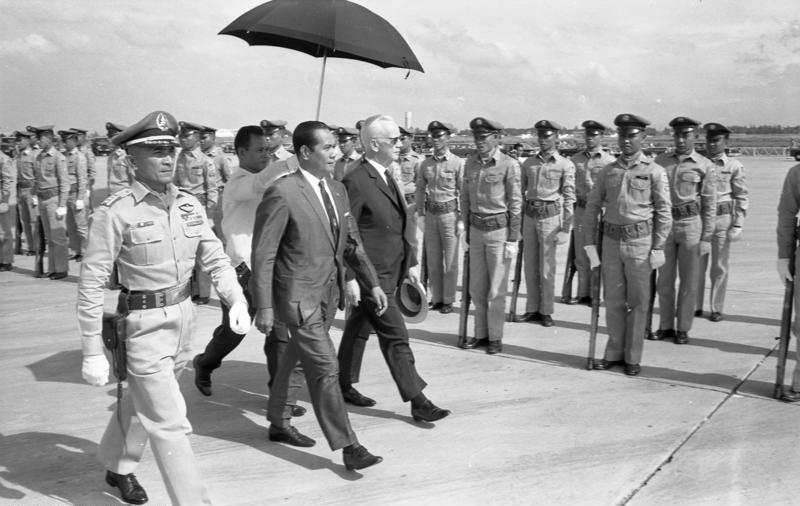
Heinrich Lübke beim Staatsbesuch auf den Philippinen, 1963

| Datum                     | Staaten     |
| ------------------------- | ----------- |
| 23. – 27. Oktober         | Iran        |
| 28. Oktober – 3. November | Indonesien  |
| 6. – 18. November         | Japan       |
| 18. – 23. November        | Philippinen |

## 1964
| Datum              | Staaten     |
| ------------------ | ----------- |
| 24. – 29. April    | Peru        |
| 29. April – 4. Mai | Chile       |
| 4. – 7. Mai        | Argentinien |
| 7. – 14. Mai       | Brasilien   |
| 20. – 26. Oktober  | Äthiopien   |

## 1966

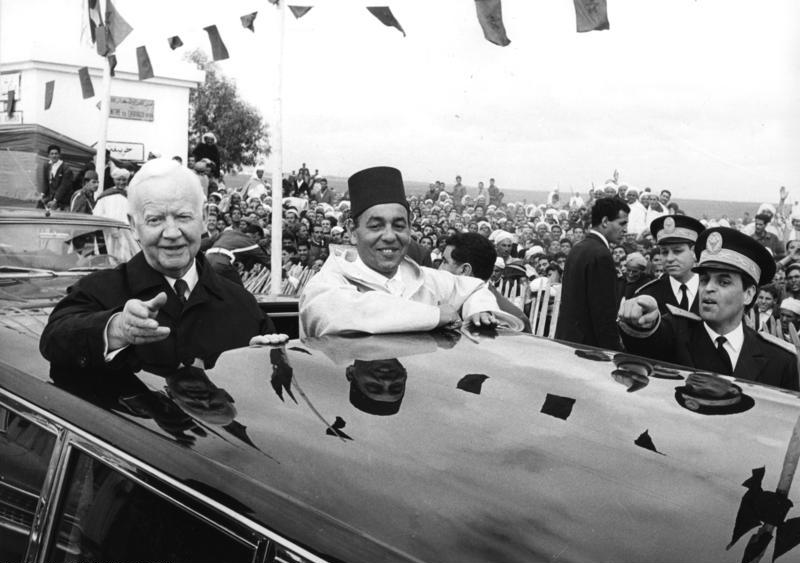
Heinrich Lübke beim Staatsbesuch in Marokko mit Hassan II., 1966

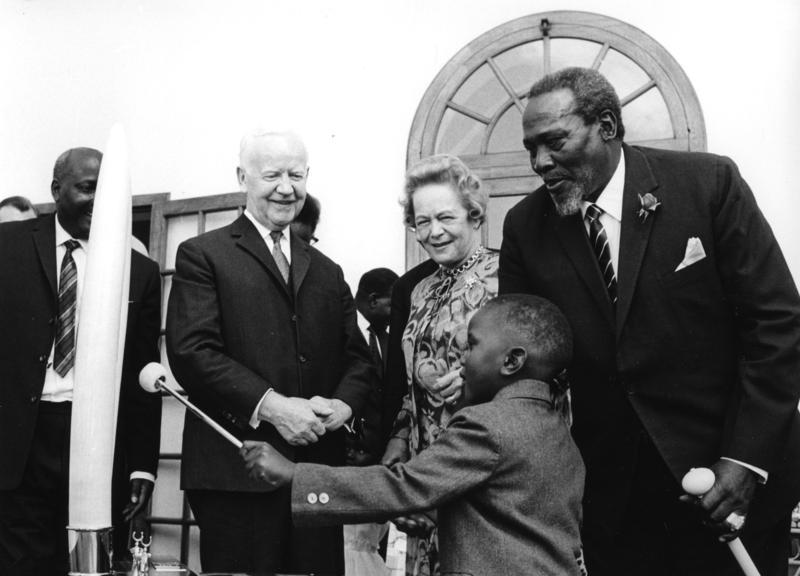
Heinrich Lübke beim Staatsbesuch in Kenia mit Staatspräsident Jomo Kenyatta, 1966

| Datum                 | Staaten    |
| --------------------- | ---------- |
| 22. – 26. Februar     | Madagaskar |
| 26. – 28. Februar     | Kenia      |
| 28. Februar – 4. März | Kamerun    |
| 4. – 8. März          | Togo       |
| 8. – 12. März         | Mali       |
| 12. – 16. März        | Marokko    |
| 22. – 28. November    | Mexiko     |

## 1967
| Datum          | Staaten     |
| -------------- | ----------- |
| 2. – 6. März   | Südkorea    |
| 6. – 8. März   | Thailand    |
| 8. – 11. März  | Malaysia    |
| 11. – 15. März | Nepal       |
| 15. – 19. März | Afghanistan |
| 9. – 16. Juni  | Kanada      |

## 1968

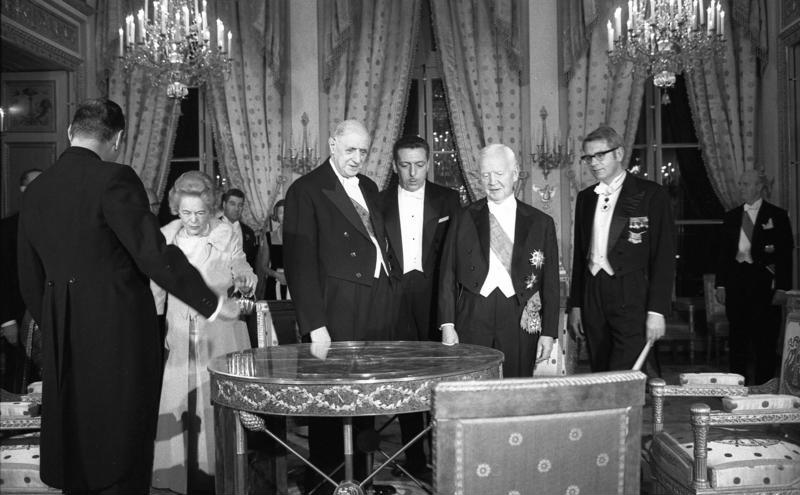
Heinrich Lübke und der französische Staatspräsident Charles de Gaulle bei der Einweihung der Deutschen Botschaft in Paris, 1968

| Datum           | Staaten    |
| --------------- | ---------- |
| 3. – 5. Februar | Frankreich |
| 25. – 30. April | Tunesien   |

## 1969

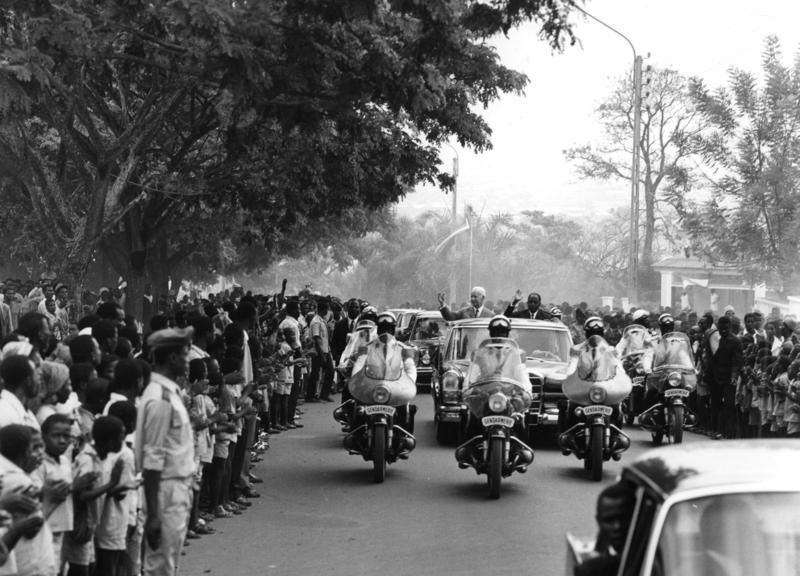
Heinrich Lübke beim Staatsbesuch im Niger, 1969

| Datum             | Staaten        |
| ----------------- | -------------- |
| 5. – 10. Februar  | Elfenbeinküste |
| 10. – 14. Februar | Niger          |
| 14. – 18. Februar | Tschad         |